# Före stormen
Före stormen är en svensk dramafilm från 2000 i regi av Reza Parsa.

## Handling
12-årige Leo blir mobbad av två äldre killar i skolan. Till slut tappar han tålamodet och ruvar på hämnd. Denna historia varvas med berättelsen om den invandrade taxichauffören Ali, vars hela tillvaro hotas av hans mörka förflutna – en kvinna från hans gamla hemland tar kontakt med honom och vill att han ska medverka i ett attentat. 
Man får följa Leos och Alis liv; de gör saker som de aldrig trodde att de skulle behöva göra. Besluten blir svåra men viktiga.
Men det är inte bara drama, det är också kärlek som står på spel.

## Rollista (urval)
- Per Graffman - Ali
- Maria Lundqvist - Alis fru
- Emil Odepark - Leo
- Martin Wallström - Danne
- Tintin Anderzon - Leos mamma
- Christer Fant - Leos pappa
- Sasha Becker - Sara, Alis dotter
- Anni Ececioglu - Jenny, Alis dotter
- Claes Ljungmark - Johan Sander

## Musik i filmen
- Eruas me, kompositör och text Peter Lundbäck, dirigent Jerker Johansson, sång Camilla Tilling
- Serse. Ombra mai fù/Largo (Largo), kompositör 1738 Georg Friedrich Händel, text Nicola Minatò och Silvio Stampiglia,  dirigent Shigeo Genda, sång Yoshikazu Mera
- It's Summer in My Heart, kompositör och text Tobias Jeanson, Mikael Vilkas och Kenneth Pilo
- Absolutely Nothing, kompositör och text Anders Eliasson
- Lakmé. Les fleurs me paraissent plus belles (Lakmé. Blomsterduetten), kompositör Léo Delibes, text Édmond Gondinet och Philippe Gille